# Lavrîkî (Abazivka), Poltava
Lavrîkî (în ucraineană Лаврики) este un sat în comuna Abazivka din raionul Poltava, regiunea Poltava, Ucraina.

## Demografie
Componența lingvistică a localității Lavrîkî
     Ucraineană (93,62%)
     Rusă (6,38%)
Conform recensământului din 2001, majoritatea populației localității Lavrîkî era vorbitoare de ucraineană (93,62%), existând în minoritate și vorbitori de rusă (6,38%).